# Gisela Hernández Gonzalo
Gisela Hernández Gonzalo (* 15. September 1912 in Cárdenas; † 23. August 1971 in Havanna) war eine kubanische Musikwissenschaftlerin und Komponistin.
Hernández Gonzalo studierte in Havanna bei José Ardévol und in Baltimore bei Gustav Strube. Seit 1948 war sie am Konservatorium von Havanna Mitarbeiterin von Olga de Blanck, mit der sie kritische Ausgaben der kubanischen Musik des 19. Jahrhunderts herausgab. Daneben bereiste sie als Leiterin der Chorvereinigung von Havanna über viele Jahre Kuba sowie Nord- und Südamerika.
Sie komponierte ein Kubanisches Triptychon für Orchester, eine Kantate, Schauspielmusiken, kammermusikalische Werke, Chöre, Klavierstücke und zwei Liederzyklen. Ihre Lieder sind Vertonungen von Werken verschiedener Dichter, darunter Dulce María Loynaz, Federico García Lorca, José Lezama Lima, Cintio Vitier und Nicolás Guillén.